# Chiesa di San Giuliano (Carrega Ligure)
La chiesa di San Giuliano è la parrocchiale di Carrega Ligure, in provincia di Alessandria e diocesi di Tortona; fa parte del vicariato di Arquata-Serravalle.

## Storia

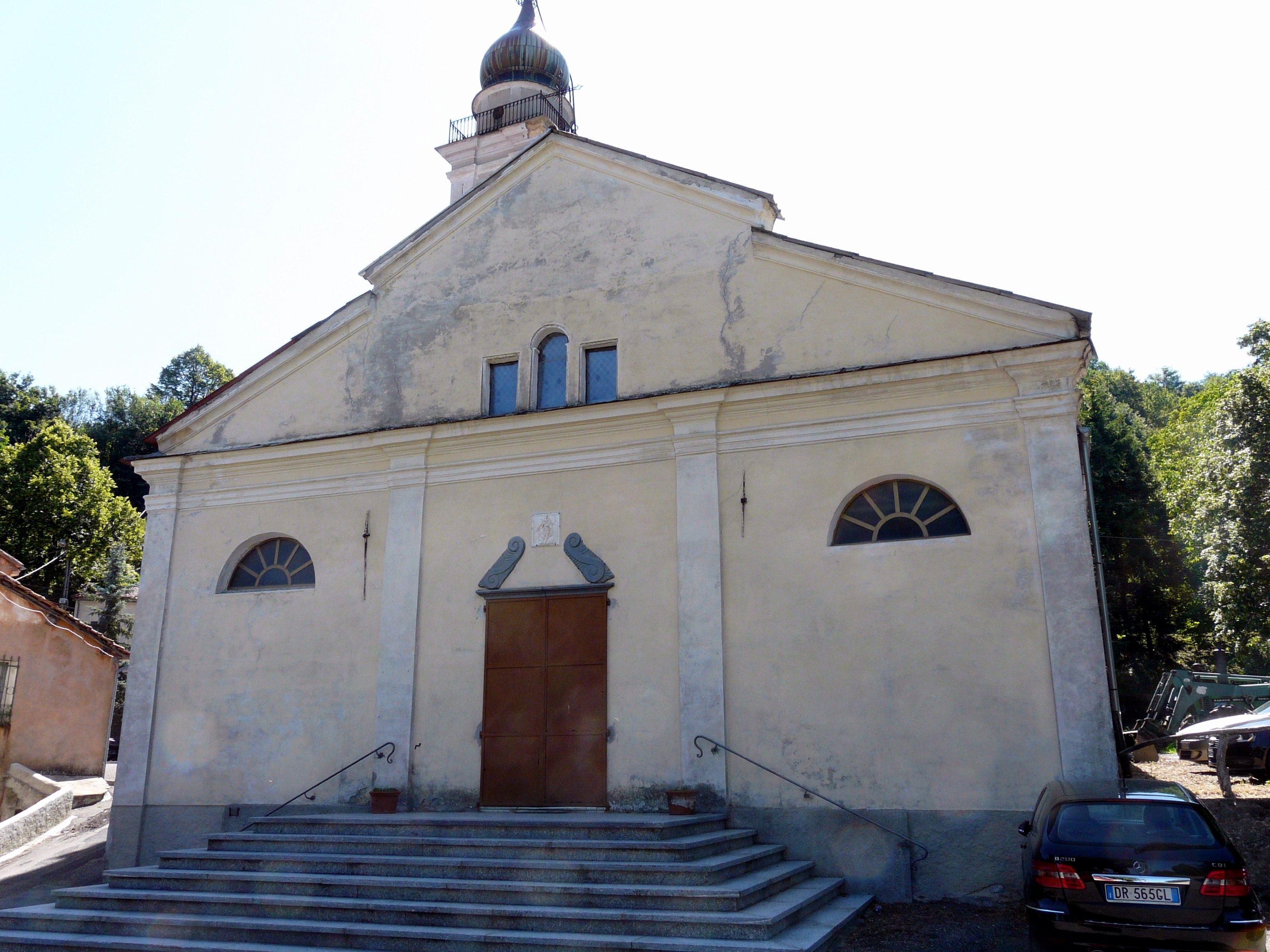
La facciata della chiesa

Le prime citazioni di una chiesa di Carrega Ligure risalgono al XII secolo.

Da alcuni documenti del Quattrocento s'apprende che la suddetta chiesa era rettoriale. Proprio in quel secolo l'edificio venne ricostruito, anche se la sua conformazione attuale è del Cinquecento. Sempre nel XVI secolo la parrocchia risulta essere sotto la giurisdizione della pieve di Albera Ligure.
 Dalla relazione della visita pastorale del 1834 del vescovo di Tortona Giovanni Negri s'apprende che il pavimento era costituito da un impasto di calce e sabbia e che era mal ridotto.
 Tra il 2013 ed il 2014 venne ristrutturato il tetto dell'edificio.

## Descrizione

### Esterno
La facciata della chiesa, rivolta a nordovest, è divisa sul piano orizzontale in due parti: quella inferiore è tripartita da quattro lesene e presenta due lunette ed il portale del XVII secolo sopra il quale vi è un bassorilievo raffigurante San Giuliano Martire; quella superiore - che è una sorta di timpano a salienti - è caratterizzata da tre finestrelle.

### Interno
L'interno della chiesa, che presenta decorazioni realizzate da Clemente Salsa e a Pietro Mietta, si compone di tre navate ed il presbiterio è rialzato di quattro gradini rispetto alla navata.

Il campanile è distaccato dalla chiesa; la cella campanaria presenta monofore su tutti i quattro lati ed un tamburo circolare sorregge la cupola a cipolla.